# Kościelisko (archeologia)
Kościelisko - typ stanowiska archeologicznego, będący miejscem po zniszczonej budowli sakralnej, zazwyczaj oznaczający ruiny kościoła. Przykładem kościeliska jest stanowisko znajdujące się na terenie Miszewa Murowanego. Termin ten stosowany był w archeologii krajów słowiańskich XIX i XX wieku; w późniejszych podręcznikach archeologii nie był stosowany, a ruiny świątyń zaliczono do szerszej grupy stanowisk archeologicznych, interpretowanych jako miejsca kultu.